# Запљуско језеро
Запљуско језеро (рус. Заплюсское озеро) слатководно је ледничко језеро у северном делу Псковске области, на северозападу европског дела Руске Федерације.
Налази се у североисточном делу Пљушког рејона, у ниском и доста замочвареном подручју недалеко од варошице Запљусје. Спада у категорију мањих језера са површином акваторије од 2,5 км². Максимална дубина језера је до 3 метра, просечна око 1,7 метара.
Из језера отиче река Пљуса, десна притока реке Нарве преко које је језеро повезано са сливом Финског залива Балтичког мора. Обале су доста ниске и јако замочварене, са знатнијим наслагама тресета. Дно је прекривено иловачом и муљем. Језеро је богато рибом.